# مونتيري (ماساتشوستس)
مونتيري (بالإنجليزية: Monterey, Massachusetts)‏ هي بلدة أمريكية تقع في الولايات المتحدة في مقاطعة بيركشاير (ماساتشوستس). يقدر عدد سكانها بـ 961 نسمة ومساحتها 71.0 كم2 وترتفع عن سطح البحر 379 متر.